# Dunga Bunga
Dunga Bunga é uma cidade do Paquistão localizada na província de Punjab.